# 荷鲁斯鸟
荷鲁斯鳥（英語：Horus Bird, Horus-Ba），是埃及第一王朝和埃及第二王朝之间的一位可能统治了极短时间的法老的荷鲁斯名。

## 名字的来源
荷鲁斯鸟只有很少的可靠的名字来源。关于这个法老的存在的第一个已知的证明可能是弗林德斯·皮特里在阿拜多斯的Qa'a坟墓发现的一个表面上画着不详细的鸟的塞拉赫图案。后来在萨卡拉的左塞尔金字塔建筑群发现了一个容器碎片PD IV n.108，容器碎片上的更清晰的题词也显示出一只鸟的塞拉赫图案。从左塞尔金字塔建筑群所发现的片岩花瓶PD IV n.108上的题词也指的是荷鲁斯鸟。
由于象形文字的标志是用这种不稳定的方式写的，所以仍然不能确定其正确的阅读方式。虽然埃及学家，例如沃尔夫冈·赫尔克和彼得·卡普利看到描绘的一只鹅，他们将这个名字读为“Sa”(这将意味着“荷鲁斯之子”)或读为Geb（eb）（这将意味着“荷鲁斯的继承人”）。埃及学家Nabil Swelim反而将其视为描绘的一个鞍式鹳，并将其读为“Ba”（这将意味着“荷鲁斯的灵魂”）。

## 认证
很少有人知道法老荷鲁斯鸟。几个考古学证据点证明在卡死亡和霍特普塞海姆威继位之间存在一个或几个短暂的统治者，而荷鲁斯鸟可能是其中一个。
埃及学家例如切尔尼和彼得·卡普洛尼（Peter Kaplony）认为，证明荷鲁斯鸟存在的证据就像和证明巴（Horus-Ba）存在的证据一样稀少。事实上，这个统治者用腿标记或腿和公羊的标志写下了他的名字，这读作“Ba”。切尔尼和彼得·卡普洛尼认为，荷鲁斯鸟的塞拉赫鸟图案是鹅的标志的转录——“Ba”。 在这种情况下，巴和荷鲁斯鸟可能是同一历史人物。切尔尼和彼得·卡普洛尼的理论并没有被普遍接受，在卡的陵墓中出现的荷鲁斯鸟的塞拉赫图案指向于第一王朝与第二王朝之间的空白期。
荷鲁斯鸟的埋葬地点不明。